# B-VM i håndbold 1987 (kvinder)
B-Verdensmesterskabet i håndbold for kvinder 1987 var det femte B-VM i håndbold for kvinder, og turneringen blev afviklet i Bulgarien i perioden 9. – 21. december 1987. Turneringen fungerede som kvalifikation til den olympiske håndboldturnering i 1988, og de seksten deltagende hold spillede om én ledig plads ved OL. Endvidere spillede holdene om at undgå seks nedrykningspladser til C-VM 1988, hvor de imidlertid havde mulighed for kvalificere sig til næste B-VM i 1989.
Mesterskabet blev vundet af Jugoslavien, som gik ubesejret gennem turneringen, og som i finalen besejrede Rumænien med 23-20. Sejren var Jugoslaviens anden B-VM-titel − holdet vandt B-VM første gang i 1977. Jugoslavien kvalificerede sig dermed til de olympiske lege i Seoul i 1988.
Danmark endte på 6.-pladsen, hvilket var den bedste danske VM-placering i 10 år, og danskerne sikrede sig dermed direkte adgang til næste B-VM sammen med Rumænien, Ungarn, Østrig, DDR, Polen, Bulgarien, Kina og Vesttyskland, mens Canada, Frankrig, Holland, Spanien, Brasilien og Elfenbenskysten måtte en tur ned i C-VM.

## Resultater

### Indledende runde
I den indledende runde var de seksten hold opdelt i fire grupper med fire hold. I hver gruppe spillede holdene alle-mod-alle, og herefter gik de tre bedste hold i hver gruppe videre til hovedrunden om placeringerne 1-12. Holdene, der endte på fjerdepladserne, spillede videre i placeringsrunden om 13.- til 16.-pladsen

#### Gruppe A
Kampene blev spillet i Veliko Turnovo.
| Dato   | Kamp                  | Res.  |
| ------ | --------------------- | ----- |
| 9.12.  | Jugoslavien - Polen   | 29-24 |
| 9.12.  | Ungarn - Spanien      | 30-17 |
| 10.12. | Polen - Ungarn        | 24-26 |
| 10.12. | Spanien - Jugoslavien | 18-28 |
| 12.12. | Polen - Spanien       | 29-13 |
| 12.12. | Jugoslavien - Ungarn  | 24-22 |

| Hold        | Kampe | Mål   | Point |
| ----------- | ----- | ----- | ----- |
| Jugoslavien | 3     | 81-64 | 6     |
| Ungarn      | 3     | 78-65 | 4     |
| Polen       | 3     | 77-68 | 2     |
| Spanien     | 3     | 48-87 | 0     |

#### Gruppe B
Kampene blev spillet i Burgas.
| Dato   | Kamp                     | Res.  |
| ------ | ------------------------ | ----- |
| 9.12.  | DDR - Canada             | 34-14 |
| 9.12.  | Kina - Elfenbenskysten   | 27-21 |
| 10.12. | Canada - Kina            | 19-28 |
| 10.12. | Elfenbenskysten - DDR    | 10-30 |
| 12.12. | Canada - Elfenbenskysten | 21-14 |
| 12.12. | DDR - Kina               | 27-17 |

| Hold            | Kampe | Mål   | Point |
| --------------- | ----- | ----- | ----- |
| DDR             | 3     | 91-41 | 6     |
| Kina            | 3     | 72-67 | 4     |
| Canada          | 3     | 54-76 | 2     |
| Elfenbenskysten | 3     | 45-78 | 0     |

#### Gruppe C
Kampene blev spillet i Burgas.
| Dato   | Kamp                 | Res.  |
| ------ | -------------------- | ----- |
| 9.12.  | Holland - Danmark    | 18-19 |
| 9.12.  | Rumænien - Bulgarien | 18-17 |
| 10.12. | Danmark - Rumænien   | 20-29 |
| 10.12. | Bulgarien - Holland  | 23-18 |
| 12.12. | Rumænien - Holland   | 19-18 |
| 12.12. | Bulgarien - Danmark  | 17-21 |

| Hold      | Kampe | Mål   | Point |
| --------- | ----- | ----- | ----- |
| Rumænien  | 3     | 66-55 | 6     |
| Danmark   | 3     | 60-64 | 4     |
| Bulgarien | 3     | 57-57 | 2     |
| Holland   | 3     | 54-61 | 0     |

#### Gruppe D
Kampene blev spillet i Varna og Burgas.
| Dato   | Kamp                     | Res.  |
| ------ | ------------------------ | ----- |
| 9.12.  | Vesttyskland - Frankrig  | 19-13 |
| 9.12.  | Østrig - Brasilien       | 31-16 |
| 10.12. | Frankrig - Østrig        | 18-20 |
| 10.12. | Brasilien - Vesttyskland | 11-31 |
| 12.12. | Frankrig - Brasilien     | 26-13 |
| 12.12. | Vesttyskland - Østrig    | 15-19 |

| Hold         | Kampe | Mål   | Point |
| ------------ | ----- | ----- | ----- |
| Østrig       | 3     | 70-49 | 6     |
| Vesttyskland | 3     | 65-43 | 4     |
| Frankrig     | 3     | 57-52 | 2     |
| Brasilien    | 3     | 40-88 | 0     |

### Placeringsrunde
Placeringsrunden havde deltagelse af de fire hold, der sluttede på fjerdepladserne i de indledende grupper. Holdene spillede alle-mod-alle om placeringerne 13-16. Kampene blev spillet i Veliko Turnovo.
| Dato   | Kamp                        | Res.  |
| ------ | --------------------------- | ----- |
| 14.12. | Spanien - Holland           | 21-25 |
| 14.12. | Elfenbenskysten - Brasilien | 21-22 |
| 15.12. | Brasilien - Spanien         | 19-28 |
| 15.12. | Holland - Elfenbenskysten   | 25-16 |
| 17.12. | Spanien - Elfenbenskysten   | 26-19 |
| 17.12. | Holland - Brasilien         | 20-17 |

| Plac. | Hold            | Kampe | Mål   | Point |
| ----- | --------------- | ----- | ----- | ----- |
| 13.   | Holland         | 3     | 70-54 | 6     |
| 14.   | Spanien         | 3     | 75-63 | 4     |
| 15.   | Brasilien       | 3     | 58-69 | 2     |
| 16.   | Elfenbenskysten | 3     | 56-73 | 0     |

### Hovedrunde
Hovedrunden havde deltagelse af de tolv hold, der sluttede på første-, anden- eller tredjepladserne i de indledende grupper. Holdene blev inddelt i to nye grupper med seks hold. Holdene fra gruppe A og B blev samlet i gruppe I, mens holdene fra gruppe C og D samledes i gruppe II. Resultater af indbyrdes opgør mellem hold fra samme indledende gruppe blev overført til hovedrunden, således at holdene ikke skulle mødes en gang til.

#### Gruppe I
Kampene blev spillet i Sofia.
| Dato   | Kamp                 | Res.  |
| ------ | -------------------- | ----- |
| 14.12. | Ungarn - Kina        | 30-21 |
| 14.12. | Jugoslavien - Canada | 26-17 |
| 14.12. | Polen - DDR          | 15-24 |
| 15.12. | Kina - Jugoslavien   | 20-26 |
| 15.12. | DDR - Ungarn         | 19-19 |
| 15.12. | Canada - Polen       | 15-23 |
| 17.12. | Jugoslavien - DDR    | 22-18 |
| 17.12. | Ungarn - Canada      | 45-14 |
| 17.12. | Polen - Kina         | 27-22 |

| Hold        | Kampe | Mål     | Point |
| ----------- | ----- | ------- | ----- |
| Jugoslavien | 5     | 127-101 | 10.   |
| Ungarn      | 5     | 142-102 | 7     |
| DDR         | 5     | 122-870 | 7     |
| Polen       | 5     | 113-116 | 4     |
| Kina        | 5     | 108-129 | 2     |
| Canada      | 5     | 079-156 | 0     |

#### Gruppe II
Kampene blev spillet i Burgas.
| Dato   | Kamp                     | Res.  |
| ------ | ------------------------ | ----- |
| 14.12. | Bulgarien - Østrig       | 17-24 |
| 14.12. | Danmark - Vesttyskland   | 22-20 |
| 14.12. | Rumænien - Frankrig      | 28-17 |
| 15.12. | Frankrig - Bulgarien     | 19-22 |
| 15.12. | Vesttyskland - Rumænien  | 14-18 |
| 15.12. | Østrig - Danmark         | 19-18 |
| 17.12. | Bulgarien - Vesttyskland | 20-19 |
| 17.12. | Rumænien - Østrig        | 25-15 |
| 17.12. | Danmark - Frankrig       | 22-19 |

| Hold         | Kampe | Mål     | Point |
| ------------ | ----- | ------- | ----- |
| Rumænien     | 5     | 118-830 | 10.   |
| Østrig       | 5     | 97-93   | 8     |
| Danmark      | 5     | 103-104 | 6     |
| Bulgarien    | 5     | 093-101 | 4     |
| Vesttyskland | 5     | 87-92   | 2     |
| Frankrig     | 5     | 086-111 | 0     |

### Placeringskampe
Placeringskampene blev spillet i Sofia.
| Dato                | Kamp                   | Res.  |
| ------------------- | ---------------------- | ----- |
| Kamp om 11.-pladsen |                        |       |
| 18.12.              | Canada - Frankrig      | 24-21 |
| Kamp om 9.-pladsen  |                        |       |
| 18.12.              | Kina - Vesttyskland    | 19-17 |
| Kamp om 7.-pladsen  |                        |       |
| 18.12.              | Polen - Bulgarien      | 22-19 |
| Kamp om 5.-pladsen  |                        |       |
| 18.12.              | DDR - Danmark          | 21-17 |
| Bronzekamp          |                        |       |
| 18.12.              | Ungarn - Østrig        | 22-17 |
| Finale              |                        |       |
| 18.12.              | Jugoslavien - Rumænien | 23-20 |

| Samlet rangering | Samlet rangering |
| ---------------- | ---------------- |
| Guld             | Jugoslavien      |
| Sølv             | Rumænien         |
| Bronze           | Ungarn           |
| 4.               | Østrig           |
| 5.               | DDR              |
| 6.               | Danmark          |
| 7.               | Polen            |
| 8.               | Bulgarien        |
| 9.               | Kina             |
| 10.              | Vesttyskland     |
| 11.              | Canada           |
| 12.              | Frankrig         |